# Schloss Reichersbeuern
Schloss Reichersbeuern, auch Schloss Sigriz genannt, ist ein Wasserschloss in der Gemeinde Reichersbeuern. Es steht am Fuß der Vorberge der Bayerischen Alpen, sechs Kilometer östlich von Bad Tölz. Noch vor 955 entstand es als Wasserburg, sein heutiges Erscheinungsbild entspricht dabei den Umgestaltungen, die ab dem 16. Jahrhundert vorgenommen wurden. Heute beherbergt es die Max-Rill-Schule, ein privates Gymnasium mit Ganztagsschule und Internat. Die Anlage ist unter der Aktennummer D-1-73-140-2 als denkmalgeschütztes Baudenkmal von Reichersbeuern verzeichnet. Ebenso wird sie als Bodendenkmal unter der Aktennummer D-1-8235-0068 im Bayernatlas als „untertägige mittelalterliche und frühneuzeitliche Befunde im Bereich von Schloss Sigriz in Reichersbeuern und seiner Vorgängerbauten“ geführt.

## Geschichte

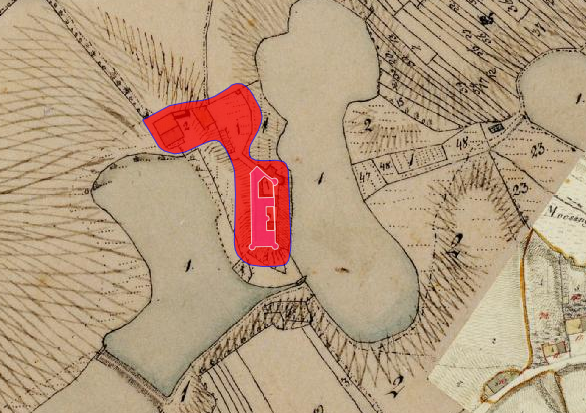
Lageplan von Schloss Reichersbeuern auf dem Urkataster von Bayern

Reichersbeuern, der Name des Schlosses, leitet sich wie der zugehörige Ort vom mittelhochdeutschen „Richerispuira“ ab, und bezeichnet damit das „Haus des Richer“. Die ursprüngliche Ortsbezeichnung „Puron“, vom althochdeutschen „burrion“, bedeutete schlicht „bei den Häusern“, ein Namensbestandteil, der sich auch bei anderen Orten, wie Benediktbeuern oder Beuerberg wiederfindet. Wer der namensgebende Richer war, der wohl seinen Hoheitssitz vor Ort hatte, lässt sich heute nicht mehr zweifelsfrei bestimmen. Der Name bezeichnete schlicht einen „richmann“, also reichen Mann. Vermutlich entstammte dieser dem Geschlecht der Huosi, einem der bayerischen Uradelsgeschlechter, die bereits vor den Aribonen an der Spitze Baierns standen.
Nach der Gründung des Klosters Tegernsee 746 wurde Reichersbeuern diesem als Lehen zugeführt. Unter der Leitung des Klosters sollten die Bewohner das Isartal weiter roden und besiedeln. Als weiteres Zentrum wurde dabei auch die Festung Altenpraeche-Untermberg gegründet, als Vorläufer der Hohenburg, die sich später zum wichtigsten Herrschaftssitz der Region entwickelte. Nach der Eingliederung Baierns in das karolingische Reich 788 wurde das Kloster Tegernsee zum Reichskloster, geleitet von einem Vogt, der direkt dem Kaiser unterstand. Nach der Niederlage bei Pressburg, zur Zeit der Ungarneinfälle, wurde es von Herzog Arnulf dem Bösen säkularisiert, die Schätze und Ländereien des Klosters an verarmte Landadelige verteilt, teils auch verkauft, um ein schlagkräftiges Reiterheer ausheben zu können. Dadurch gelangte Reichersbeuern in den Besitz der Rapotonen, der Vorfahren der Grafen von Dießen und Andechs.
Aus diesem Geschlecht ließ Rasso, vornehmlich zum Schutz der Bevölkerung vor den Ungarneinfällen und als Militärstützpunkt, in Reichersbeuern eine Wasserburg errichten. Diese entstand auf einer erhöhten Landzunge, an drei Seiten von vier Weihern umgeben. Zusätzlich wurde der Dorfbach in die Weiher umgeleitet, um die Verteidigungskraft weiter zu erhöhen. Da Rasso noch vor der Schlacht auf dem Lechfeld verstarb, lässt sich ableiten, dass die Burg vor 955 erbaut wurde.

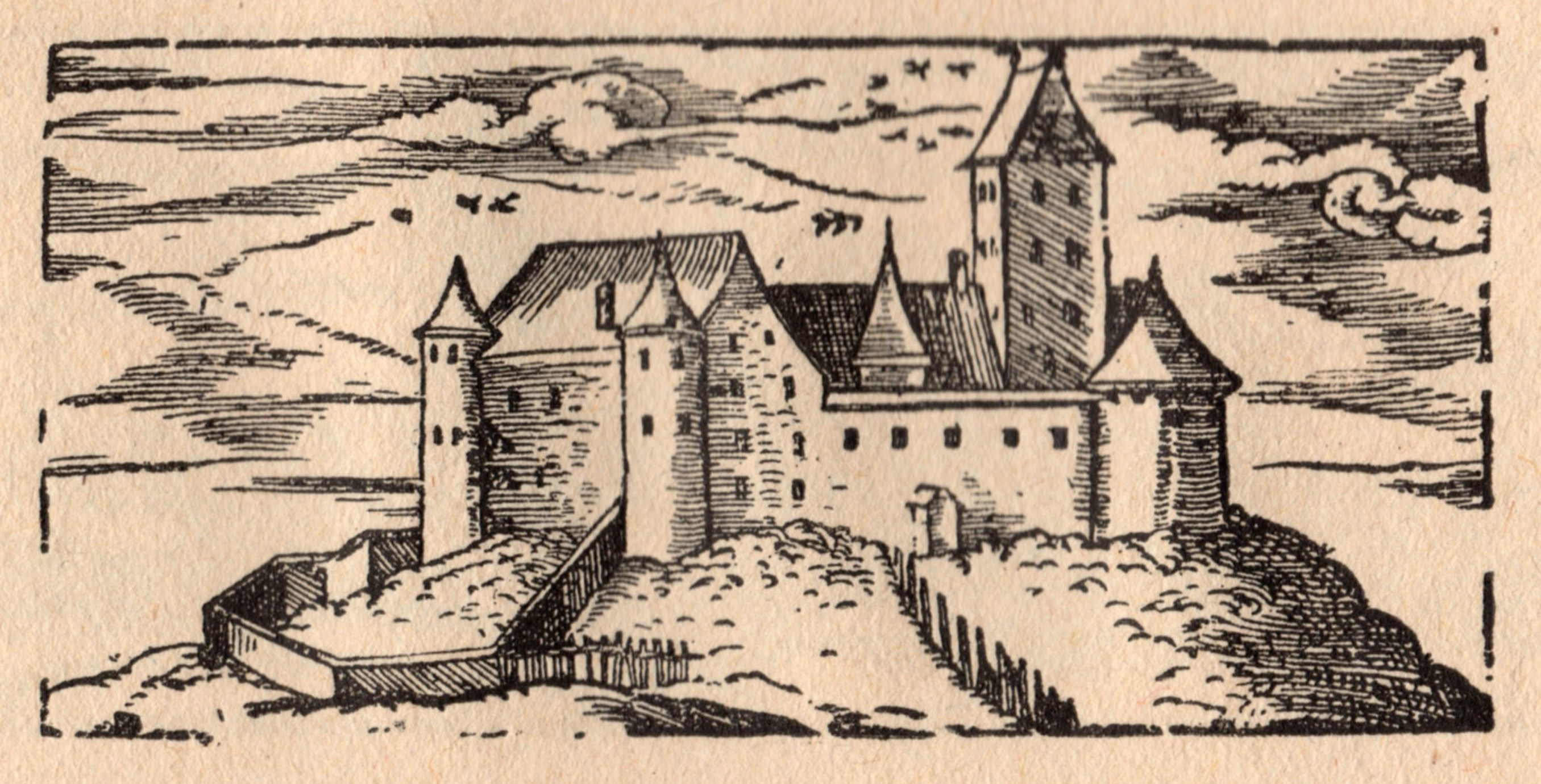
Schloss Reichersbeuern, Holzschnitt von Jost Amman, erschienen 1568 in Philipp Apians Landtafeln

In einem Codex des Klosters Tegernsee wurde 1045 ein Graf Meginhard de Richersspuren als Zeuge erwähnt. Dieser entstammte dem Geschlecht der Grafen von Gilching am Starnberger See und war mit den Grafen von Dießen verschwägert. Von diesen erhielt er die Burg Reichersbeuern als Lehen des Klosters Tegernsee. Dieser führte den Panther im Wappen, der bis heute das Reichersbeurer Wappen ziert. Im Zuge des Investiturstreits erlangte das Kloster die Burg zurück, entsandte dorthin fortan ritterliche Ministerialfamilen zur Ausübung der vogteilichen Gewalt. Als Bewohner des Schlosses übten sie das Personen- und Besitzrecht des Klosters aus. Vom Kloster erhielten sie das Amt des Truchsess. Als Ministeriale standen sie als Freie in einem Beamtenverhältnis, hatten jedoch Dienst und Gehorsam zu leisten. 1209 leitete Alban von Reichersbeuern daher die Leitung des von Ludwig dem Kelheimer im Andechser Krieg belagerten Klosters. Dieses Lehen wurde von den Herren von Reichersbeuern weitervererbt, wie auch die Pflicht zum Dienst.
Diese Ministerialfamilien beherrschten Reichersbeuern bis zu ihrem Aussterben Mittel des 14. Jahrhunderts. Der Letzte daraus, Ritter Albanus IV., zerstritt sich mit dem Kloster aufgrund von Nutzungs- und Fahrrechte der Reichersbeurer und Greilinger Bauern auf die Wälder am Kehrberg. Dazu kam es, als Kaiser Ludwig der Baier 1321 und 1330 die Freiheiten der Klöster bestätigte und diesen rechtliche Verfügungen, sowie die niedere Gerichtsbarkeit in ihren klösterlichen Bezirken zusprach. Zu einer Aussöhnung zwischen Albanus IV. und dem Kloster Tegernsee kam es nicht mehr, da dieses 1353 das Amt des Truchsess nicht mehr an Albanus übertrug. Stattdessen übertrug das Kloster das Amt des Truchsess an die Familie Hohenrainer, die jedoch nicht aus Reichersbeuern stammten. Die Kinderlosigkeit von Albanus IV. veranlasste ihn dazu, all seine Besitztümer in Reichersbeuern ab 1358 zu veräußern. Die Burg verkaufte er dabei an die Pienzenauer.
Neuer Besitzer der Burg wurde so Otto I. von Pienzenau, der bereits Pfleger von Aibling und Landrichter von Kufstein und Kitzbühel war. Er entstammte einer der reichsten und mächtigsten Familien des Herzogtums und wird als einer der drei kaiserlich-herzoglichen Schiedsleute genannt. Als sehr frommer Mann stiftete er Reichersbeuern 1388 ein Benefizium, auch, damit Reichersbeuern einen ständigen Geistlichen, einen Vikar, erhielt und nicht mehr als Diasporagemeinde von Oberwarngau, einem Stift des Klosters Tegernsee, abhängig war. Die Kirche in Reichersbeuern erwarb er zuvor schon vom Kloster.
Die kaiserliche Macht war weitgehend erloschen und inzwischen übten die Wittelsbacher die Herrschaft über Bayern aus. Diese reformierten die gesamte Gerichtsorganisation. Diese lag bislang in den Händen von Vögten und Grafen, ging nun aber auch verbeamtete Richter über. So erhielt auch die Burg Reichersbeuern eine Hofmark, der Reichersbeuern, Greiling und Sachsenkam angehörten, in der der Gutsbesitzer oder der eigens angestellte Richter die niedere Gerichtsbarkeit ausübte. 1384 wird dabei ein Herzog Stephan der Jüngere von Reichersbeuern erwähnt. Diese Hofmark sicherte den Fortbestand der Burg.

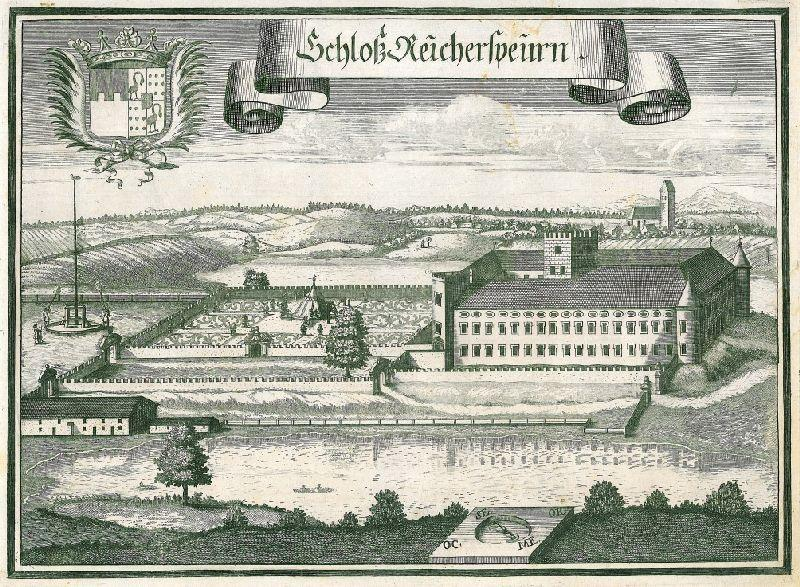
Schloss Reichersbeuern, Kupferstich von Michael Wening (1701)

Aufgrund der dichten Wälder und zahlreichen Sümpfen, gestaltete sich die Viehzucht in Reichersbeuern aufgrund weniger Weideflächen als schwierig. Hauptnahrung der Burgbewohner waren dabei vor allem Fische, die in den umliegenden Weihern gezüchtet wurden. Aufgrund der geringen Tiefe erfroren jedoch viele Fische im Winter, die Jagd stellte daher eine weitere, wichtige Quelle dar. Auch aufgrund der Jagdgebiete ertauschte Herzog Stephan III. 1388 die Burg, die Hofmark und den Burgstall Hoheneck. Otto II. von Pienzenau, der die Burg 1371 beim Tod seines Vaters übernahm, erhielt dafür das Schloss Hartmannsberg.
1341 begann ein Jahrzehnte andauernder Streit um Jagd- und Holzschlagerechte am Karberg, zwischen den jeweiligen Hofmarksherren von Reichersbeuern und dem Gerichtspfleger von Tölz. Die Herren von Reichersbeuern, Eckprecht und Alban IV., einigten sich in einem Vergleich vor einem Gericht Kaiser Ludwigs des Baiern. Sie verkauften den zur Burg gehörenden Bergwald an das Kloster Tegernsee, unter der Bedingung, dass die Einwohner von Reichersbeuern und Greiling dessen Holz weiterhin zum Eigenbedarf nutzen dürfen. Als die Burg an die Wittelsbacher fiel, nahmen diese von ihrem Recht Gebrauch, am Berg Holz zu schlagen. Nach der Zerstörung der ersten Tölzer Burg beim „Großen Brand“ ließ Herzog Albrecht III. ab 1454 in Tölz ein neues Schloss erbauen. Das Holz dafür ließ er dem Karberg entnehmen. Nach Jahrzehnten der Bautätigkeit erhob Jakob Tänzl von Tratzberg, der neue Besitzer der Burg Reichersbeuern, Einspruch gegen diesen Holzschlag. Der Tölzer Pfleger, der die Interessen des Herzogs vertrat, verwies auf Gewohnheitsrecht. Tänzl von Tratzberg hingegen berief sich auf bestehende Besitzrechte. Das Hofkammergericht lehnte Tänzl von Tratzbergs Anliegen jedoch ab.
Aus Dankbarkeit für die Treue beim Kampf gegen den Löwlerbund belehnte Herzog Albrecht IV. Kaspar II. Winzerer mit der Hofmark. Der Pfandschilling verblieb jedoch bei der Wittib Christina Maxlrainer von Hohenburg, der Schwiegermutter Wolfgang von Schellenbergs. Aufgrund finanzieller Probleme veräußerte Kaspar III. Winzerer die Burg an Veit Jakob von Tratzberg, die Kaufabrede kam aber zwischen ihm und Wolfgang von Schellenberg zustande.
Die Familie Tänzl stammte aus Innsbruck, wo Großvater Jakob II. Tänzl Ritter, Ratsbürger, Kirchenprobst und Bürgermeister (1437–1477) war. Sein Sohn Christian Tänzl (1448–1491), der Vater des späteren Reichersbeurer Schlossbesitzers, erlangte durch Silberbergwerke am Falkenstein in Schwaz großen Reichtum und erwarb zahlreiche Anwesen. Nach seinem Tod erbten seine Söhne Jakob und Simon Tänzl ein stattliches Vermögen. Jakob Tänzl, Pfleger auf der Rottenburg, zu Rattenberg und zu Aibling wird urkundlich zwischen 1490 und 1530 genannt. 1498 tauschten die Brüder Burg Berneck und die Fischweid des Kaunerbaches gegen Schloss Tratzberg mit Kaiser Maximilian I. Nachdem dieses Schloss 1480 von einem Brand verheert wurde, begannen sie mit ausgiebigen Restaurierungsarbeiten und Umbaumaßnahmen. Nach 1500 setzten sie diese in der mittlerweile ziemlich verwahrlosten Burg Reichersbeuern fort, wobei sie diese im Stil der frühen Renaissance zu einem Wasserschloss umgestalteten. Die Ausstattung entsprach der von Schloss Tratzberg, wie die bis heute erhaltene Kapelle, die Kassettendecken sowie die Ausstattung der beiden Ecktürme zeigen. Der heutige Haupteingang kam erst später hinzu. Der damalige Eingang des Schloss begann an der Wendeltreppe im Zentrum der Burg, die einen der ältesten bestehenden Teile des Schlosses darstellt. Die Schlosskapelle ließ Tänzl erbauen und erhielt 1516 eine Ablass-Verleihung durch mehrere Kardinäle.

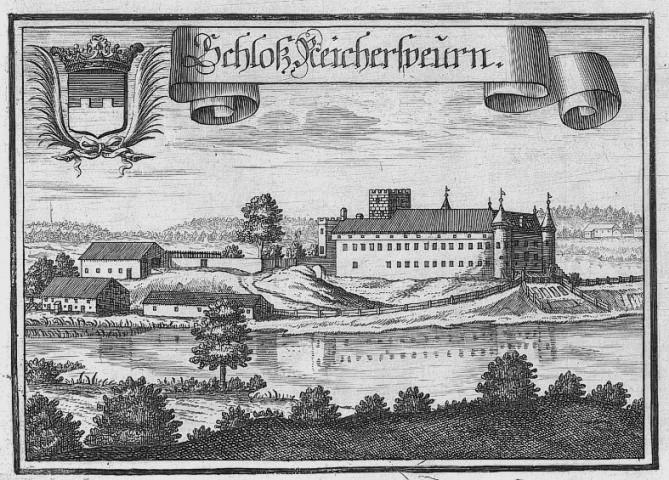
Schloss Reichersbeuern, weiterer Kupferstich von Michael Wening (1701)

Veit Jakob von Tänzl galt den Wittelsbachern aufgrund seiner Tiroler Herkunft dennoch als Dorn im Auge. Zunächst zugesprochene Fischrechte am Walchensee wurden ihm rasch wieder aberkannt. Mit dem Erwerb der Burg Reichersbeuern erhielt er zwar auch Rechte zur Nutzung von Scharwerken und das Recht, Steuern zu erheben, dennoch trat er nie als Unterzeichner von Urkunden in Bezug auf die Hofmark auf. Daher scheint ihm die Jurisdiktion nicht zugesprochen worden zu sein. Seine Bestrebungen, ein weiteres Schloss bauen zu können, scheiterten ebenfalls. Sein Geschäftssinn zeigte sich jedoch daran, dass er Mühlen und den Nagelbach bei Tölz erstand, dass er 1519 den Stallauer Weiher zur Fischzucht anlegen ließ und massiv Flößerei förderte, wozu er vor allem Flößer aus Lenggries beauftragte. Da er keine eigenen Kinder hatte, erbten nach seinem Tod am 16. April 1530 seine Neffen, die Söhne seines Bruders, seine Güter. Da sie über die Aufteilung der Güter heillos zerstritten waren, verfiel der bestehende Reichtum rasch. In den 1550er Jahren wurden alle Besitzungen in Tirol veräußert. Ab 1573 lebten sie in Unterwallbach, beim schwäbischen Burgau, als völlig verarmte Landadelige zog sich die Familie rund 100 Jahre später nach Oberbechingen zurück.
Die Münchner Patrizierfamilie Rudolf erwarb 1519 die Burg Reichersbeuern und weitere Güter noch von Veit Jakob von Tänzl, die den Streit um den Karberg fortsetzten. Der damalige Besitzer Georg Rudolf beklagte sich über den Holzfrevel vieler Tölzer Bürger in seinem Wald und berief sich dabei auch darauf, dass einige von ihnen deswegen zu Haftstrafen verurteilt wurden. Der Tölzer Pflegsrichter hingegen verwies darauf, der Bachlauf der Langen Gaißach sei die Grenze des Tölzer Gebiets. Da diese den Karberg umfließt, stehe der Karberg unter Tölzer Pflege, weswegen allein den Tölzern das Holz-, Jagd- und Fischrecht in diesem Gebiet zustehe. Georg Rudolf machte als Gebietsanspruch allerdings als Grenze die Ruhrgasse geltend, die seinem Einfluss unterstehe. Mit zunehmender Dauer wurden diese Auseinandersetzungen differenzierter und komplexer. Die Reichersbeurer beriefen sich zudem auf erste Besiedelungen des Gebiets, die Tölzer verwiesen immer wieder auf das Gewohnheitsrecht. Auch Kaspar II. Winzerer wies die Greilinger an, Holz für Tölz vom Karberg zu holen. Diesem Beispiel folgte auch Kaspar III. Winzerer, nachdem das Holz am Reutberg aufgrund starker Rodungen rar wurde. Der Streit dauerte bis 1553 an und endete vor einem Münchner Gericht mit einem Sieg der Reichersbeurer Hofmarksherren. Die Hofmarksgrenze wurde so festgelegt, wie sie heute noch der Gemeindegrenze entspricht. Zwar durften die Tölzer kein Holz vom Karberg mehr nutzen, den Greilinger Bauern sprach man dieses Recht jedoch zu, die einerseits zur Hofmark Reichersbeuern, andererseits dem Landgericht Tölz angehörten.
Georg Rudolfs Sohn Augustin betrieb massive Änderungen bezüglich der finanziellen und hoheitsrechtlichen Verhältnisse. Seine ausgeübte Patrimonialgerichtsbarkeit geriet in Konflikt mit dem Herzog, der die niedere Gerichtsbarkeit über Einzelhöfe dem Tölzer Landgericht zugesprochen hatte. Zudem ärgerte sich der Herzog darüber, dass Augustin Rudolf seine Jagd in der Hofmark einschränkte. Durch die Auseinandersetzungen mit den Wittelsbachern verarmte die einst reiche Familie Rudolf zunehmend. 1558 verkaufte Augustin den Stallauer Weiher an Abt Ludwig von Benediktbeuern. Der letzte Rudolf starb 1592 völlig mittellos.
Offenbar wurden die Kaufverträge zwischen Christina von Maxlrain-Hohenburg, bzw. Wolfgang von Schellenburg und Veit Jakob Tänzl, nicht völlig abgeschlossen oder zumindest ein Vorkaufsrecht eingeräumt. Denn so machten die Hohenburger nach Augustins Tod 1562/63 Ansprüche auf Burg Reichersbeuern geltend. Enkel Dionys von Schellenberg, herzoglicher Pfleger von Haag, erlangte in den 1560er Jahren die Besitztümer der Erben der Rudolfs. Als Anhänger der Gegenreformation unter Albrecht V. ging er als Reichersbeurer Hofmarksherr streng vor.
Dionys von Schellenberg starb 1577 kinderlos, die Pienzenauer gewannen Schloss und Hofmark zurück. Dabei wurde auch die Pfandschuld zwischen Kaspar II. Winzerer und Christina von Maxlrain eingelöst. Bereits 1570 erbte Christoph II. von Pienzenau die Hofmark Sachsenkam, da der vorherige Besitzer, Kaspar III. Winzerer aufgrund von Verletzungen von einem Ritterturnier verstarb. Seine Söhne waren bereits verstorben, seine Tochter Cordula mit Hanns Kaspar von Pienzenau auf Schloss Zinneberg vermählt. Christoph II. von Pienzenau war der zweite Sohn diese Ehe, ab 1561 Hofmeister der herzoglichen Prinzen von Bayern, 1567 Kämmerer des Stiftes Tegernsee und 1573 zudem Lehensprobt und Hofmeister des Bischofs von Freising. 1575 wurde er zum höchsten Beamten des Landes ernannt und übernahm den Vorsitz des Geheimen Staatsrates. 1577 erwarb er schließlich Schloss Reichersbeuern und die Hofmark, es kam zum Zusammenschluss mit der Hofmark Sachsenkam. Christoph II. starb am 26. Juli 1578 und wurde in der Familiengruft in Ebersberg an der Seite von sechs seiner sieben Kinder beigesetzt.
Die einzige Überlebende aus seiner Ehe mit Sophie von Closen, einem alten Adelsgeschlecht aus Gern bei Eggenfelden, war seine Tochter Anna von Pienzenau. Diese heiratete 1579 Freiherr Johann Baptist von Guidoboni-Cavalchini. Dieser war italienischer Edelmann aus der Gegend von Genua und als Kavalier am bayerischen Hofe unter Wilhelm V. angestellt. Von diesem erhielt er 1578 Lichtenberg als Lehen. Christoph II. war ein Freund des Herzogs, seine Tochter Anna ihm daher wohlbekannt. Nach der Heirat mit Anna von Pienzenau wurde Johann Baptist von Guidoboni-Cavalchini 1581 als Nachfolger seiner Schwiegermutter Sophie vom Kloster Tegernsee als Lehensträger von Schloss und Hofmark Reichersbeuern bestätigt.
1585 erhielt Johann Baptist das Pflegeamt Tölz, die Jurisdikation übte er jedoch nicht aus. In der Tölzer Stadtpfarrkirche ließ er für sich und seine Frau eine Grabstätte in der Winzererkapelle errichten. Er starb am 13. Mai 1603, seine Witwe und Erbin aller Hofmarken stiftete 1612 einen Jahrtag mit Quatembermesse, begleitet von großzügigen milden Gaben an alte Leute und arme Kinder Sachsenkams. Anna heiratete 1604 erneut, diesmal Jakob Papafaba Graf von Carrara und Aquilara, den Mundschenk des Herzogs, der einer Adelsfamilie aus Padua entstammte. Dass sie erneut einen Italiener, einen Welschen heiratete, betrachtete der Herzog mit Missvergnügen. Jakob Papafaba galt als unangenehme Person, das Tragen des Titels Graf von Carrara und Aquilara wurde ihm untersagt. Auseinandersetzungen mit anderen Adeligen, wie 1607 mit Hofrat Hans Christoph von Preysing, prägten ebenso seinen Ruf, wie die Tatsache, dass seine Frau über „vorgefallene Handlungen“ ihr gegenüber klagte, worüber am 4. Juli 1609 gar der Hofrat in München beriet. Gemäß dem Hofratsprotokoll vom 17. August 1609 floh Jakob Papafaba überstürzt nach Italien, mit seiner Frau geraubten Schätze. Er soll geplant haben, zusammen mit Mittätern, seine Frau zu ermorden und entzog sich durch Flucht seiner Verhaftung. Er kehrte nie mehr nach Bayern zurück, sein weiteres Schicksal blieb unklar. Fortan wurde Gräfin Anna als Inhabern der Hofmark bezeichnet. Nach der Flucht ihres Mannes änderte sich jedoch nicht die ablehnende Haltung des Herzogs zu ihr. Er wollte keine Frau als Inhaberin einer Hofmark dulden, wenn diese mit einem Ausländer oder Unfähigen verheiratet ist und revidierte die Edelmannsfreiheiten von Herzog Albrecht.

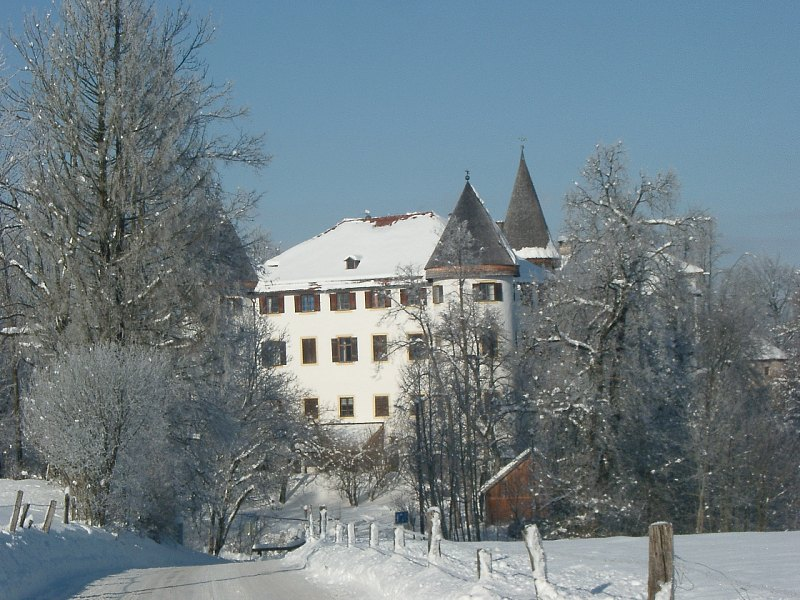
Schloss Sigriz im Winter

Der damals verbreiteten Begeisterung für die Loretowallfahrt folgten auch Graf Papafaba und seine Gemahlin Anna 1605. Auf dem Reutberg sollte eine Wallfahrtsstätte nach diesem Muster entstehen. Die Erlaubnis des Bischofs von Freising und des Herzoges wurden eingeholt und die Kapelle, einen maßstabsgetreuen Nachbau der Santa Casa, wurde 1606 geweiht. Der Bau entstand gegen den Willen der Bauernschaft, die sich vom Grafen für ihr Scharwerk ausgenutzt, zu schlecht behandelt und versorgt fühlten. Beim Herzog reichten sie daher Klage ein. 1615 veranlasste Anna den Bau des Klosters Reutberg. Nach den für sie belastenden Ereignissen des Jahres 1609 gab sie ein Gelöbnis an die Jungfrau Maria, aus ihren Mitteln ein Kloster zu errichten.
Anna Papafaba wurde nach ihrem Tod in der Winzererkapelle in Tölz neben ihrem ersten Mann bestattet. 1617 erhielt sie durch Dekret die Edelmannsfreiheiten zurück. Zu gleichen Teilen erbten ihr Vetter Christoph von Closen sowie Guidibonis Cousin Albrecht Niklas Guidiboni das Schloss und die Hofmarken Reichersbeuern und Sachsenkam. Aufgrund der hohen Verschuldung beider Hofmarken waren sie gezwungen, beide am 12. November 1627 zu verkaufen. So gelangte es in Besitz von Freiherrn Johann Christoph von Preysing auf Hohenaschau.
Der Kauf des Schlosses durch Christoph von Preysing leitete eine neue Ära ein, da Schloss blieb für mehr als 200 Jahre in Familienbesitz, wobei diese wesentlichen Anteil am Erhalt des Schlosses haben.
Seit 1829 befindet sich das Schloss im Besitz der Familie von Sigriz.

## Max-Rill-Gymnasium
Im Mai 1938 zog der Pädagoge Max Rill mit 43 Schülerinnen im Schloss ein, um seine humanistisch reformerische Pädagogik des gemeinsamen Lebens und Lernens zu verwirklichen. Max Rill war seit 1937 Mitglied der NSDAP. 1943 wurde die Schule verstaatlicht und Rill verbeamtet, 1944 im Schloss ein Lazarett eingerichtet und die Schule vorübergehend geschlossen. Im Zuge der Entnazifizierung nach dem Krieg wurde Rill als Mitläufer eingestuft. Aufgrund einer anonymen Anzeige kam es 1947 zu einem Wiederaufnahmeverfahren, das klären sollte, ob Rill nicht eher als „Belasteter“ einzustufen sei. Vor dem für den Landkreis Bad Tölz zuständigen Spruchkammerverfahren bestätigten Zeugen Rill jedoch einen politikfreien Unterricht und einwandfreies Verhalten. Teile der Anklage verwiesen auf die Fraternisierung der Schülerinnen mit Angehörigen der Tölzer SS-Junkerschule, wie bei regelmäßigen gemeinsamen Tanzstunden. Zwar waren an der Schule heimlich auch jüdische Mischlingskinder gemeldet, aber auch Kinder hochrangiger Nationalsozialisten, wie die Nichte von Rudolf Heß und als prominenteste Schülerin, Gudrun Himmler.
Bis heute wird das Schloss von der Max-Rill-Schule als Gymnasium einschließlich Internat genutzt und 2018 feierte die Max-Rill-Schule ihr 80-jähriges Bestehen.

## Sagen und Gespenstermythen
Witwe Sophie von Pienzenau stiftete am 18. Mai 1580 ein Seelenheil für ihren verstorbenen Gatten Christoph II. von Pienzenau. Zum künftigen Vollzug verpflichteten sich Tochter Anna und deren Ehemann Johann Baptist. Nach dem Tod der Tochter 1627 wurde, auch aufgrund der Wirren des Dreißigjährigen Krieges, diese Pflicht vernachlässigt. Aufgrund dieser Unterlassungssünde soll nun Sophie von Pienzenau keine Ruhe finden und als Geist im Schloss spuken. Der Leichtgläubigkeit der Zeit, auch unter Adeligen, geschuldet, wurde diesen Gerüchten eine gewisse Aufmerksamkeit geschenkt, so dass der spätere Schlossbesitzer Maximilian I. von Preysing 1644 aus München eine „Geisterbeschwörerin“ und einen Maurer kommen ließ, um etwaige Vorgänge zu untersuchen. Vom 26. bis 28. Dezember 1644 wurden Mitternachts-Exorzismen durchgeführt, in Anwesenheit von Pfleger und Hofbauern. Schlossverwalter Conrad Rueff führte darüber ausführlich Buch. Dies fand in der Herrenstube des Schlosses statt, nur der Geisterbeschwörerin Rosina soll sich der Geist offenbart haben. Diese bat darum, jährliche eine Messe in der Schlosskapelle lesen zu lassen, damit sie erlöst werden könne. Nach dieser Beschwörung hielt Pater Christian von den Franziskanern in Tölz hielt anschließend einen Gottesdienst ab und besprengte das Schloss an vielen Stellen mit Weihwasser.
Im Laufe der Zeit entstanden weitere Varianten dieser Sage. So soll Sophie, die ihre Tochter Anna über alle Maßen liebte, dieser auf dem Totenbett 100 Gulden überreicht haben, damit diese jährlich an ihrem Todestag eine Messe für sie lesen lässt. Doch bereits nach wenigen Wochen begann Anna das Geld für Kleider und Juwelen auszugeben, um Graf Johann zu Carrara und Aquira zu gefallen. Bald nach ihrer Hochzeit verunglückte sie bei einem Jagdausflug jedoch tödlich. Zur Strafe soll sie daher nun als Klopfgeist umherwandeln und jämmerlich um Hilfe flehen. Einer anderen Version dieser Sage liegt dagegen ein Kindsmord zugrunde. Sophie von Pienzenau soll ihr einziges Kind in den Wartturm gesperrt und dort verhungern lassen haben. Zur Strafe soll ihre Seele keine Ruhe finden und alljährlich zur Zeit des ersten Schnees als Weiße Frau klagend durch das Schloss irren.
1627 übernahm Christoph von Preysing das Schloss, der als unheimlicher Schlossherr galt. Nach seinem Tod sollen im Schloss nachts merkwürdige Dinge geschehen sein. Eine Magd will an den Fenstern Lichter beobachtet haben, die von Fenster zu Fenster sprangen. Einem Knecht lief nachts auf der Wendeltreppe ein Hund mit rotglühenden Augen entgegen und zwischen den Beinen hindurch. Ebenfalls von schleppenden Geräuschen in den Gängen wurde berichtet. Derartige Geschichten wurden auch von den Dorfbewohnern Reichersbeuerns weitergegeben. Nach dem Erwerb des Schlosses durch die Sigriz fanden diese im Volksmund ab 1884 weitere Verbreitung. Bauern wollen sowohl den Geisterhund mit den rotglühenden Augen, als auch andere Gespenster gesehen haben, weswegen die Umgebung des Schlosses nachts zunehmend gemieden wurde.
Eine andere Sage berichtet von einem Schatz, der im Schloss, in einem verstecken, verschütteten Gewölbe verborgen sein soll. Diese Truhe, gefüllt mit Gold, soll von den Nornen bewacht werden, die jeden Eindringling abwehren. In den 1930er Jahren stieß ein Kaminkehrer auf einen vermeintlichen Schatz, den er im Kaminzimmer des Torhauses fand. Aufgeregt berichtete er Freiherr von Sigriz davon. Die Kuppel des Kachelofens ließ sich offenbar abnehmen, darin verbargen sich über 100 Silberteller. Sein Großvater versteckte diese während des Ersten Weltkrieges darin, die Teller gerieten dann aber in Vergessenheit.
Eine weitere Sage handelt von einem Tunnel, der die Stallungen im Erdgeschoss des Schlosses mit dem rund 5 km entfernten Kloster Reutberg verbinden soll. Je nach Variante soll dieser Tunnel dabei intakt oder ganz oder zu Teilen eingestürzt sein.